# Friese Front
Het Friese Front is een zeegebied in de Noordzee op ongeveer 50 kilometer uit de kust van de Nederlandse Waddeneilanden. Het Friese Front ligt in de Nederlandse exclusieve economische zone (EEZ), en is op 15 juni 2016 aangemerkt als Natura 2000-gebied.

De Vogelrichtlijn is hier van toepassing.
De voedselrijkdom trekt hoge aantallen vissen en zeevogels aan.